# Chiesa di Santa Marcella
La chiesa di Santa Marcella è un luogo di culto di Roma, situato in piazza Nicoloso da Recco, nel quartiere Ostiense, non lontano dal monastero di San Cosimato e dalla stazione Ostiense.

## Storia
La chiesa di Santa Marcella è stata costruita nel XX secolo su progetti dell'architetto Leonardo Del Bufalo, ed è sede parrocchiale, istituita il 13 maggio 1958 con il decreto Qua celeritate del cardinale vicario Clemente Micara. Il luogo di culto è dedicato a Marcella di Roma, vedova romana che, convertitasi al cristianesimo, seguì gli insegnamenti di San Girolamo.

## Descrizione

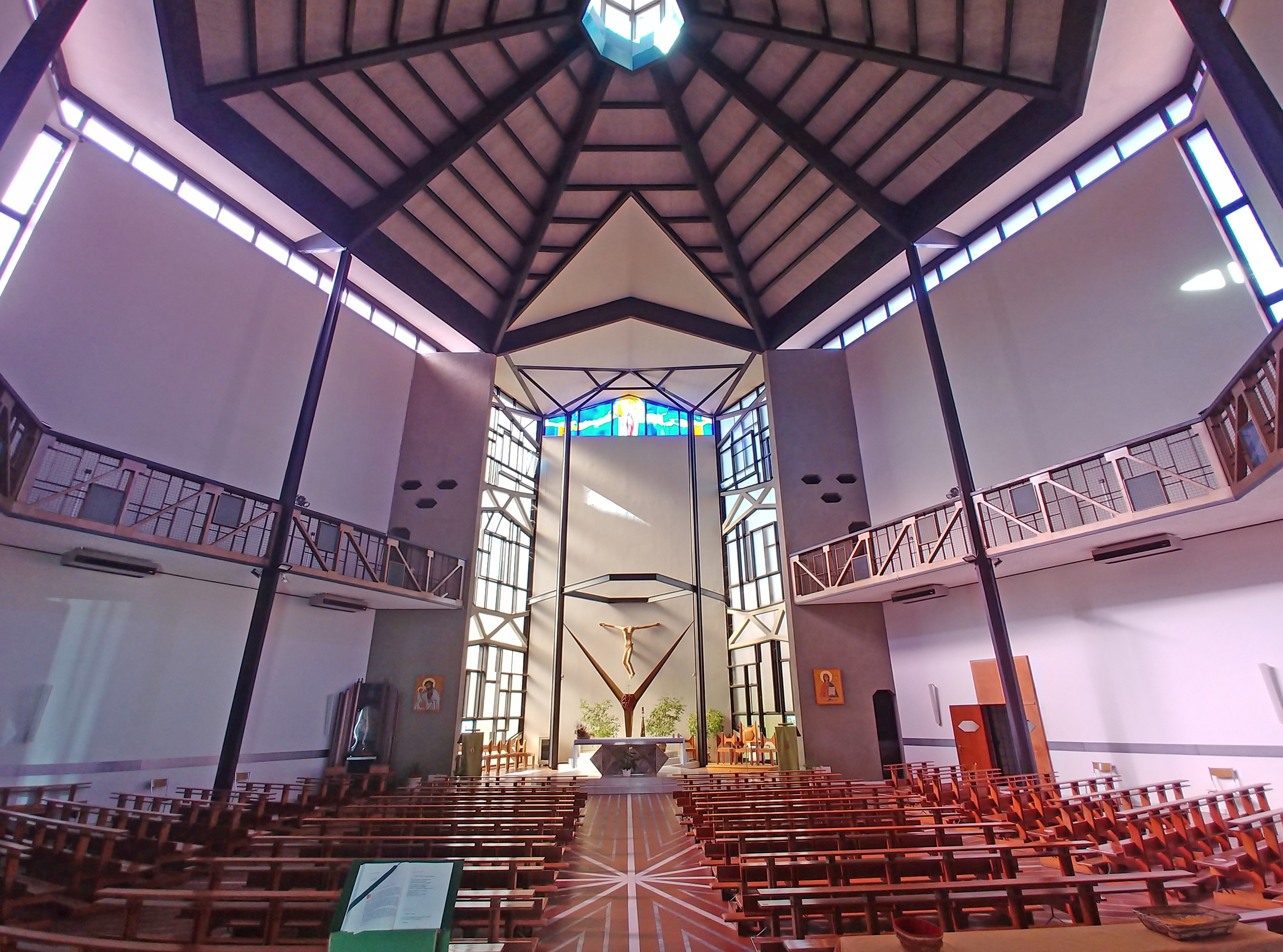
Interno

### Arte e architettura
La chiesa di Santa Marcella presenta una particolare pianta esagonale con, al suo interno, un matroneo lungo le pareti laterali e la controfacciata. Nell'edificio, sono collocate due pale di Marcello Ercole, artista abruzzese, espositore alla IX Quadriennale Nazionale d'Arte di Roma del 1965, ed un affresco del pittore Dilvo Lotti posto nella parete di controfacciata, in cui sono evidenziati elementi di simbologia cristiana (pani, pesci, ancora) e riferimenti ad episodi evangelici. Un grande Crocifisso è appeso alla parete di fondo nella zona del presbiterio. Quest'ultimo è rialzato di alcuni gradini rispetto al resto della chiesa ed accoglie, al centro, l'altare marmoreo.
Caratteristico è l'alto campanile in cemento armato che fiancheggia la chiesa.

### Organo a canne
Sul matroneo, in controfacciata si trova l'organo a canne Mascioni opus 962, costruito nel 1973.
Lo strumento è a trasmissione elettrica e la sua consolle è collocata a pavimento nella navata, ed ha due tastiere di 61 note ciascuna e pedaliera concavo-radiale di 32 note. Il materiale fonico è racchiuso all'interno di una semplice cassa di fattura geometrica con mostra composta da canne di principale fuori cassa, disposte a palizzata con bocche a mitria.